# Just for Games
Just for Games est une entreprise française de distribution et d'édition de jeux vidéo. Créée par Philippe Cohen en 2011, elle est spécialisée dans la distribution de jeux de studios et éditeurs français et internationaux (Skybound Games, Microids, Marvelous, Team 17, Rebellion, Frontier, Devolver Digital…) et la réédition de jeux (Ubisoft, Take2, Bethesda, Activision Blizzard, Bandai-Namco …).

## Historique
Just for Games est fondée le 12 janvier 2011 par un groupe d'anciens employés de sociétés ayant pour cœur ou activité secondaire le jeu vidéo (Mindscape, The Learning Company, Mattel Interactive, Hachette Multimedia). L'objectif à la création est de rendre accessible le jeu vidéo avec des rééditions de titres PC à bas coût. Le dirigeant Philippe Cohen explique l'ambition de l'entreprise lors de sa création : « Je pense que le marché du jeu PC a encore un potentiel de croissance. Notre objectif est de le dynamiser par une offre "budget" complète, bien agencée et avec des titres de qualité. ».
En 2012, l'entreprise distribue plusieurs jeux de simulation, comme Euro Truck Simulator 2 qui est un succès critique et commercial,. Un partenariat est établi avec la société UIG Entertainment pour la distribution sur le marché français de ses jeux de simulation.
En 2014, Merge Games entame son partenariat avec Just for Games pour la distribution en version boîte de ses jeux en France.
En 2015, la société poursuit son activité de distribution en rejoignant le marché du jeu console, avec la distribution de jeux sur Playstation 3 et 3DS en réédition.
Fin 2016, Just for Games étend son activité à la distribution de jeux, accessoires et consoles rétrogaming, en distribuant des consoles dédiées dont la Sega Classic Game Console (une reproduction de la Mega Drive contenant 80 jeux) et la console Atari Flashback 7 du fait d'un partenariat naissant avec AtGames (en), société spécialisée dans le rétrogaming.
En 2017 sort le premier jeu distribué par Just for Games en première édition s'éloignant drastiquement des genres casual et simulation de ses débuts : Sniper Elite 4, coédité par Rebellion et Sold Out,. L'année 2017 marque également une forte croissance pour l'entreprise, doublant son chiffre d'affaires et se plaçant dans le top 10 des acteurs français sur le retail. Le dirigeant Philippe Cohen explique en interview la philosophie de Just for Games à cette période : « L’ADN de Just For Games est d’anticiper les tendances, de prendre parfois des paris inattendus, de sélectionner les meilleurs produits dans des segments où les grands éditeurs ne vont pas et donc surtout de ne pas offrir de pâles copies des succès du marché. »
En 2018, Just for Games s'allie à Skybound Games pour distribuer ses jeux sur le territoire français,.
En 2019, Just for Games diversifie encore son activité avec l'arrivée d'une gamme de jeux à tirage limités nommée « Just Limited ». Cette même année, la société se lance dans la distribution de disques vinyles de bandes-son de jeux vidéo, en vendant en France les vinyles de labels internationaux.
Cette année marque également les débuts de l'entreprise en tant qu'éditeur avec la publication de deux jeux.
En 2020, Just for Games distribue un jeu AAA faisant partie des titres disponibles au lancement de la Playstation 5 : GodFall.
En 2021, l'entreprise intègre le groupe international Zordix, rejoint par la suite par Merge Games et Maximum Games (en).
En 2024, le groupe Zordix, devenu entre-temps Maximum Entertainment, donne son nom à Just For Games, devenant la composante française du groupe : Maximum Entertainment France.

## Activités de distribution

### Distribution de jeux
Dès 2011, Just for Games distribue et réédite des jeux PC en deux principales collections :
- « Just For Gamers » constitue les deux-tiers de l'activité initiale[3], est composé de rééditions de titres phares d'éditeurs comme Ubisoft, Activision, Electronic Arts, THQ, Square-Enix, Sega, Rockstar, 2K Games, Microids. Les jeux distribués comprennent par exemple : Batman: Arkham Asylum, Warhammer 40,000: Dawn of War II, Grand Theft Auto: San Andreas, Medal of Honor : Débarquement allié, Tom Clancy's Ghost Recon Advanced Warfighter 2, Mass Effect 2,Dead Space 2, Dragon Age: Origins[3]…
- « Just For Fun » vise un public large et familial, voire casual. Les sociétés Big FIsh, PopCap, iWin et Mumbo Jumbo confient au distributeur la mise sur le marché de plusieurs licences, notamment Mystery Case File, Bejeweled, Plantes contre Zombies, Zuma[3].

Au cours des années suivantes, les collections s'affinent et se spécialisent :
- « Just For Adventure » regroupe des jeux d'objets cachés et d'aventure / exploration comme Syberia et l'Amerzone.
- « Just For Indie Games » est une sélection de jeux indépendants populaires comme Awesomenauts[25] et Endless Space[26].
- « Just For Kids » est composé de jeux pour enfants et jeux éducatifs par exemple Marine Malice[5] et Adibou[27].
- « Just For Simulation » est lancé en 2012, avec des jeux de simulation comme Euro Truck Simulator 2[5]. Les jeux de cette gamme constituent à simuler la pratique d'un métier : conduite de poids-lourd, agriculture, pêche en haute-mer[28]…

Cette politique de "réédition à prix budget" permet à l'entreprise de s'implanter sur le marché du jeu PC, et de désormais distribuer également des titres AAA, tels que Grand Theft Auto IV, Civilization V, Call of Duty: Modern Warfare 3, Far Cry 3, The Elder Scrolls V: Skyrim, Mass Effect Trilogy ou encore The Witcher 2.
Cette progression sur le segment PC permet de poursuivre les partenariats établis et de les étendre au marché du jeu console durant la septième génération de consoles de jeux. Cette nouvelle approche démarre avec la distribution de jeux DS et Wii, avec des titres comme Bejeweled Twist, et We Sing Encore (en). En 2015, l'entreprise commence son activité de distribution sur Playstation 3 et Xbox 360, avec des titres en version « Essentials » comme Sniper Ghost Warrior 2, ainsi que des titres d'éditeurs comme Rockstar Games, Bethesda, Warner Bros. ou encore Capcom. La distribution de jeux console se poursuit sur les consoles de huitième génération, avec des sorties de titres sur 3DS, Playstation 4, Wii U et Xbox One. Ce segment constitue en 2016 « environ 40% de notre chiffre d'affaires, en forte progression », affirme Philippe Cohen dans une interview.
Les multiples partenariats de distribution de Just for Games permettent à l'entreprise de se placer sur un nouveau segment de marché, celui de la distribution en version physique de jeux indépendants ayant connu un succès en version digitale. Cette mise en avant des "pépites" du net se traduit par la distribution d'éditions physiques simples ou spéciales de jeux populaires, jusqu'alors parus uniquement au format digital. Ce segment devient rapidement pour Just for Games « une composante essentielle de [son] catalogue »,
Avec l'arrivée de la Switch de Nintendo, Just for Games procède à des portages et rééditions de titres afin de se constituer une gamme "budget" sur la console. La Switch est également l'occasion pour le distributeur d'augmenter son offre de jeux indépendants, avec la volonté de répondre à une attente des joueurs, d'après Marc Nivelle : « [Ces titres ayant] connu un succès tonitruant en digital et disposant d'une communauté extrêmement active […]. Il y a une véritable attente des joueurs pour l'édition "physique", y compris des joueurs qui y jouent déjà depuis des années en digital ».
Just for Games poursuit son activité de distributeur en étant un acteur du marché présent au lancement de la neuvième génération de consoles, distribuant plusieurs titres immédiatement disponibles à l'arrivée de ces consoles : Godfall sur PS5, et The Falconeer sur Xbox Series.

#### Partenaires et licences
| Partenaires                      | Licences concernées |
| -------------------------------- | --- |
| 505 Games                        | Terraria ; Payday 2 ; Bloodstained Ritual of the Night ; Ghostrunner ; Control ; Alan Wake Remastered ; Ghostrunner 2 ; Eiyuden Chronicle Hundred Heroes ; Alan Wake 2 ; |
| Annapurna Interactive            | The Pathless ; Sayonara Wild Hearts ; Stray ; Outer Wilds |
| Aspyr                            | Tomb Raider I-III Remastered |
| Avalanche Studios                | Just Cause 3 |
| Amplitude Studios                | Endless Space, Endless Legend |
| Big Fish Games                   | Mystery Case File ; Hidden Expedition (en) |
| Brace Yourself Games             | Crypt of the NecroDancer |
| CI Games                         | Sniper: Ghost Warrior Contracts ; Sniper: Ghost Warrior Contracts 2 |
| Daedalic Entertainment           | Deponia ; Les piliers de la terre |
| Devolver Digital                 | Hotline Miami Collection ; Gris ; Carrion ; Death's Door ; Trek to Yomi ; Cult of the Lamb ; Enter / Exit the Gungeon ; My Friend Pedro ; Death's Door ; Loop Hero ; Weird West ; Shadow Warrior ; Broforce ; The Talos Principle 2 ; Neva |
| D-Pad Studio                     | Owlboy |
| Fangamer (en)                    | Hollow Knight ; Stardew Valley ; Bugsnax ; Slime Rancher ; Ooblets ; Into The Breach ; Tunic ; |
| Fireshine Games                  | Blasphemous Deluxe Edition ; Greak: Memories of Azur ; KeyWe (en) ; No Straight Roads ; Little Friends: Dogs & Cats (en) ; Overcooked 2 ; Overcooked! All You Can Eat ; Wargroove ; Yoku's Island Express ; Evil Genius 2: World Domination ; Balatro ; World of Goo 2 ; Core Keeper (en) ; Shadows of Doubt (en) |
| Frontier                         | Planet Coaster: Console Edition ; Jurassic World Evolution 2 ; Planet Zoo: Console Edition |
| GameMill Entertainmnent          | Cobra Kai ; Cruis'n Blast (en) ; Nerf Legends (en) ; Nickelodeon All-Star Brawl (en) ; Nickelodeon Kart Racers ; Miraculous: Rise of the Sphinx ; Looney Tunes: Wacky World of Sports ; Miraculous Paris Under Siege |
| Gearbox Publishing               | GodFall ; Risk of Rain 2 ; Hello Neighbor 2 ; Tribes of Midgard |
| Good Shepherd Entertainment (en) | John Wick Hex (en) ; Black Future '88 ; The Eternal Cylinder (en) |
| HumbleBundle                     | Slay the Spire ; A Hat In Time ;Temtem ; The Wild at Heart (en) ; Dodgeball Academia ; Moonscars (en) ; Prodeus ; Signalis ; Mineko's Night Market (en) |
| Iam8bit (en)                     | Untitled Goose Game ; Ori and the Blind Forest ; Ori and the Will of the Wisps ; Spiritfarer ; Disco Elysium ; Eastward ; Psychonauts 2 ; Neon White ; Bear and Breakfast (en) ; Sea of Stars ; Cocoon |
| Inti Creates                     | Gal Gun Returs ; Gal Gun: Double Peace (en) |
| Konami                           | Metal Gear Solid: Master Collection (en) ; Contra Operation Galuga ; Silent Hill 2 ; Metal Gear Solid Delta: Snake Eater ; Yu-Gi-Oh! Early Days Collection (en) |
| Limited Run Games                | Jurassic Park Classic Games Collection |
| Marvelous                        | Story of Seasons: Friends of Mineral Town ; Story of Seasons: Pioneers of Olive Town (en) ; Granblue Fantasy Versus ; Sakuna: Of Rice and Ruin (en) ; Story of Seasons: A Wonderful Life ; Rune Factory 5 ; Rune Factory 4 Special ; Rune Factory 3 (en) ; Silent Hope ; Farmagia (en) |
| Maximum Games (en)               | Fishing Sim World Pro tour ; Five Nights at Freddy's: Core Collection ; Remothered: Tormented Fathers (en) ; Remothered: Broken Porcelain ; Among Us ; Kena: Bridge of Spirits ; Train Sim World 3 ; God of Rock (en) ; Ultros ; Pacific Drive ; Tchia ; Flintlock: The Siege of Dawn |
| Merge Games                      | Dungeon of the Endless ; Northgard ; Streets of Rage 4 ; Spirit of the North (en) ; Sparklight ; Alex Kidd in Miracle World DX ; Yonder: The Cloud Catcher Chronicles (en) ; Ultimate Chicken Horse ; Road 96 ; Skul The Hero Slayer ; Teenage Mutant Ninja Turtles: Shredder's Revenge ; Bramble: The Mountain King (en) ; Smalland: Survive the Wilds ; Indika                                                               |
| Modus Games                      | Trine 4: The Nightmare Prince ; Override: Mech City Brawl (en) ; Override 2: Super Mech League (en) ; Cris Tales ; Ary and the Secret of Seasons (en) ; Rustler (en) ; In Sound Mind (en) ; Soulstice (en) ; Them's Fightin' Herds (en) |
| Microsoft                        | Minecraft Dungeons: Hero Edition ; Flight Simulator 2020 |
| Microids                         | Blacksad: Under the skin ; Titeuf Mega Party ; Syberia 3 ; Astérix et Obélix XXL ; Asterix & Obélix XXL 2 ; Astérix & Obélix XXL 3 ; Yesterday Origins |
| Motion-Twin                      | Dead Cells |
| Nicalis                          | The Binding of Isaac: Rebirth |
| Numskull Games                   | Robotic;Notes Double Pack ; Re:Zero The Prophecy of the Throne ; Horizon Chase Turbo ; Danganronpa Decadence ; AI: The Somnium Files – Nirvana Initiative (en) ; Final Vendetta ; Made in Abyss: Binary Star Falling Into Darkness ; Anonymous;Code ; Clive 'N' Wrench ; PlateUp! (en) ; Needy Streamer Overload (en) |
| Outright Games (en)              | Ben 10 ; L.O.L. Surprise! ; Rainbow High (en) ; Bratz : Affiche ta Mode ; Bluey : Le Jeu Vidéo ; Les Tortues Ninja : Les Mutants se Déchaînent (en) ; Monster High: Skulltimate Secrets |
| Pixel Heart                      | Golden Force ; Okinawa Rush ; Tanuki Justice ; Wallachia Reign of Dracula ;SHING! ; Andro Dunos 2 ; Ganryu 2 |
| Pix'N Love                       | Dordogne ; Jusant ; Chants of Senaar |
| PQube                            | Root Letter (en) ; Root Film (en) ; Steins;Gate ; Kill la Kill the Game: IF (en) ; BlazBlue: Cross Tag Battle ; Guilty Gear Xrd ; Supermarket SHRIEK ; Nexomon Extinction ; Kitaria Fables ; Raiden IV x MIKADO Remix ; Doki Doki Literature Club + ; Nexomon Extinction ; White Day: A Labyrinth Named School (en) ; Curse of the Sea Rats ; SINce Memories Off the Starry Sky (en) ; White Day 2: The Flower That Tells Lies |
| Quantic Dream                    | Fahrenheit: 15th Anniversary Edition ; Sea of Solitude: The Director's Cut ; Under the Waves |
| Rebellion                        | Sniper Elite 3 ; Sniper Elite 4 ; Sniper Elite 5 ; Zombie Army 4 ; Zombie Army Trilogy |
| Red Art Games                    | Old Man's Journey (en); My Memory Of Us ; Evoland Legendary Edition ; Candleman (en) ; KHOLAT ; Record of Lodoss War : Deedlit in Wonder Labyrinth ; Eiyuden Chronicle: Rising (en) ; ONI : Road to be the Mightiest Oni ; Skautfold ; Promenade ; Super Zangyura |
| RetroBit                         | Joe & Mac ; Jaleco: Brawler's Pack ; Data East Classic Collection |
| Selecta Visión (es)              | Aeterna Noctis (en) ; Fight'N Rage (en) ; Evoland 10th Anniversary (1+2) ; Narita Boy (en) ; Last Time I Saw You ; Bubble Ghost Remake |
| Signature Edition Games          | Children of Morta ; Darkest Dungeon ; Hellpoint ; Housflipper ; Moonlighter ; Riot: Civil Unrest ; House Flipper 2 ; The Thaumaturge (en) |
| Skybound Games                   | Baldur's Gate I & II Enhanced Edition ; Neverwinter Nights Enhanced Edition ; Planetscape Torment & Icewind Dale Enhanced edition ; Slime Rancher ; Gang Beasts ; The Callisto Protocol ; Funko Fusion (en) ; Killer Klowns from Outer Space The Game ; Darkest Dungeon 2 |
| Team 17                          | Overcooked ; Yooka Laylee and the Impossible Lair ; The Escapists 1+ 2 ; Worms W.M.D ; Moving Out ; Moving Out 2 (en) ; Hokko Life (en) ; Blasphemous 2 |
| Tesura Games                     | Summer in Mara ; Yuppie Psycho (en) ; The Last Door (en) ; Tales Of the Neon Sea (en) ; Sword and Fairy: Together Forever (en) ; A Space for the Unbound ; Gylt (en) ; As Dusk Falls ; Lisa: Definitive Edition (en) |

### Rétrogaming
En plus de distribuer des jeux contemporains, Just for Games distribue également des produits rétrogaming depuis 2017,.
Marc Nivelle, directeur marketing de l'entreprise explique ce choix en interview : « Le rétro-gaming devient une composante du marché qui compte. La cible, originellement une population assez spécifique de collectionneurs, s'est considérablement élargie sous l'impulsion de Nintendo pour s'ouvrir à tout un ensemble de nostalgiques ayant connu et joué sur les machines d'origine ou des joueurs plus jeunes ne les ayant pas connues, mais ayant un affect très fort pour les jeux et les personnages emblématiques de cette génération (Pac Man, Sonic…). ».
Allant des consoles dédiées aux accessoires de jeu, les produits distribués sont issus de partenariats avec plusieurs fabricants internationaux :
- 8BitDo : Gamme de manettes aux designs rétro, compatibles Windows, MacOS, Android, Steam, Raspberry et Nintendo Switch ; adaptateur Bluetooth sans-fil pour manettes officielles[42].
- Atari : Consoles "Flashback 7", "Flashback 8", "Flashback Gold 50th Anniversary Edition" et "GameStation Pro"[43] ; console portable "Flashback Portable"[44].
- AtGames (en) : Borne d'arcade connectée "Legends Ultimate"[45] ; consoles dédiées sans-fil "Legends Gamer Pro" et "Legends Gamer Mini"[46], flipper arcade "Legends Pinball"[47].
- Blaze Entertainment : Consoles portables Evercade (en) et Evercade EXP (en) ; console de salon Evercade VS (en) ; cartouches de jeu Evercade (collections de jeux Atari, Namco, Data East, Interplay...)[48],[49].
- My Arcade : Gamme de consoles et bornes d'arcade "mini" de formes et tailles variées répliquant des cabinets d'arcade[50].
- Sega : Consoles "Mega Drive Mini HD" et "SEGA Mega Drive Classic Console"[41],[44] ; manettes Mega Drive et Saturn[51].
- SNK : Consoles dédiées Néo-Geo Mini - International Edition[52] et Néo-Geo "Arcade Stick Pro"[53] ; borne d'arcade Néo-Geo MVS-X (borne de table transformable en cabinet vertical grâce à une base vendue séparément)[54].

### Bandes-Originales
Just for Games distribue depuis 2019 des bandes-son de jeux vidéo au format vinyle 33 et 45 tours. Les disques distribués en France sont des imports de labels comme Laced Records, Data-Discs, ou bien encore Mondo.
Les premiers titres LP distribués sont notamment issus de licences comme Castlevania, Resident Evil, Wolfenstein et Doom.
En 2020, un partenariat est établi avec l'éditeur iam8bit (en) pour la distribution de ses vinyles, comprenant les bandes-son de titres comme Ori and the Blind Forest, Cuphead, Pokémon, Journey, The Legend of Zelda, et Shadow of the Colossus.
Certains disques vinyles font l'objet d'éditions inédites exclusives à Just for Games.

## Édition
Just for Games édite également des jeux en son nom, agissant à titre d'éditeur seul ou bien de coéditeur, selon les cas.
Cette dernière catégorie regroupe à la fois des jeux co-édités avec d'autres acteurs de l'édition de jeu, et des jeux entièrement édités par Just for Games.
| Année | Titre                               | Co-éditeur       | Développeur                     | Genre                           | Plateformes                    | Date de sortie                                     |
| ----- | ----------------------------------- | ---------------- | ------------------------------- | ------------------------------- | ------------------------------ | -------------------------------------------------- |
| 2019  | Super Kickers League                | /                | Xaloc Studios                   | Sport, Arcade                   | PC, PS4, Switch                | 20 mars 2019 (PS4, Switch) 21 janvier 2020 (Steam) |
| 2019  | INSTANT Sports                      | Plug In Digital  | BreakFirst                      | Sport, Party Game               | Switch                         | 16 août 2019                                       |
| 2020  | INSTANT Sports Summer Games         | Plug In Digital  | BreakFirst                      | Sport, Party Game               | Switch                         | 30 juillet 2020                                    |
| 2020  | INSTANT Chef Party                  | /                | BreakFirst                      | Party Game                      | Switch                         | 27 octobre 2020                                    |
| 2020  | Fantasy Friends,                    | /                | Xaloc Studios                   | Gestion                         | PC, PS4, Switch                | 6 novembre 2020                                    |
| 2021  | Golden Force                        | PixelHeart       | Storybird Studio                | Action, Plate-formes            | PS4, Switch                    | 26 mars 2021                                       |
| 2021  | Tanuki Justice                      | PixelHeart       | Wonderboy Bobi                  | Action, Run and gun, Arcade     | PS4, Switch                    | 26 mars 2021                                       |
| 2021  | Okinawa Rush                        | PixelHeart       | Sokaikan                        | Action, Plate-formes            | PS4, Switch, Xbox One          | 23 avril 2021                                      |
| 2021  | INSTANT Sports Tennis               | Plug In Digital  | BreakFirst                      | Sport, Party Game               | Switch                         | 14 mai 2021                                        |
| 2021  | INSTANT Sports Paradise             | Plug In Digital  | BreakFirst                      | Sport, Party Game               | PS4, Switch                    | 1er Septembre 2021                                 |
| 2021  | Fantasy Friends: Sous l'Océan       | /                | Xaloc Studios                   | Gestion                         | PC, PS4, Switch                | 24 septembre 2021                                  |
| 2021  | INSTANT Sports Winter Games         | Plug In Digital  | BreakFirst                      | Sport, Party Game               | Switch                         | 2 novembre 2021                                    |
| 2022  | Andro Dunos 2                       | PixelHeart       | Picorinne Soft                  | Shoot 'em up                    | PC, PS4, Switch, Xbox One, 3DS | 25 mars 2022                                       |
| 2022  | INSTANT Sports +                    | Plug In Digital  | BreakFirst                      | Sport, Party Game               | PS5                            | 22 avril 2022                                      |
| 2022  | Ganryu 2                            | PixelHeart       | Storybird Studio                | Action, Plate-formes            | PC, PS4, Switch, Xbox One      | 22 avril 2022                                      |
| 2022  | Beasties                            | rokaplay GmbH    | rokaplay                        | Match-3, RPG                    | Switch                         | 1er juillet 2022                                   |
| 2022  | INSTANT Sports All-Stars            | /                | BreakFirst                      | Sport, Party Game               | Switch                         | 4 juillet 2022                                     |
| 2022  | Farm Adventures: Life in Willowdale | Mindscape        | Frag Games                      | Simulation, Aventure            | PS4, PS5, Switch               | 27 septembre 2022                                  |
| 2022  | Ultra Mega Xtra Party Challenge     | /                | BreakFirst                      | Party Game                      | Switch                         | 7 octobre 2022                                     |
| 2022  | Kids VS Parents                     | /                | BreakFirst                      | Party Game                      | Switch                         | 25 novembre 2022                                   |
| 2023  | Saga of Sins                        | /                | Bonus Level Entertainment       | Action, Plate-formes            | PC, PS4, PS5, Switch, Xbox One | 30 mars 2023                                       |
| 2023  | Crime O'Clock                       | /                | Bad Seed                        | Réflexion, Point and click      | PC, Switch                     | 30 juin 2023                                       |
| 2023  | Sclash                              | Abiding Bridge   | Bevel Bakery                    | Combat                          | PC, PS4, PS5, Switch, Xbox One | 4 août 2023                                        |
| 2023  | How 2 Escape                        | /                | BreakFirst                      | Réflexion, Escape Game          | PC, PS4, PS5, Switch, Xbox One | 31 août 2023                                       |
| 2023  | Kraken Odyssey                      | /                | Honikou Games                   | Action, Plate-formes            | PS4, PS5, Switch               | 27 octobre 2023                                    |
| 2023  | 30 Sport Games-in-1                 | /                | BreakFirst                      | Sport, Party Game               | PS5, Switch                    | 27 octobre 2023                                    |
| 2024  | Arcade Game Zone                    | Touched By Grace | BreakFirst                      | Party Game                      | PS5, Switch                    | 5 janvier 2024                                     |
| 2024  | Quadroids                           | Fabloo Games     | Blue Loop                       | Action, Plate-formes, Réflexion | PC, PS4, PS5, Switch, Xbox One | 22 février 2024                                    |
| 2024  | 34 Sports Games World Edition       | /                | BreakFirst                      | Sport, Party Game               | PS5, Switch                    | 28 juin 2024                                       |
| 2024  | Hot Lap Racing                      | /                | Zero Games Studio               | Course                          | PC, Switch                     | 16 juillet 2024                                    |
| 2024  | Léo le Chat Pompier                 | /                | Honikou Games                   | Action, Simulation              | PS5, Switch                    | 29 août 2024                                       |
| 2024  | Fantasy Friends: Dream Worlds       | /                | Xaloc Studio                    | Casual, Puzzle                  | PS4, PS5, Switch, Xbox One     | 22 octobre 2024                                    |
| 2025  | Bye Sweet Carole                    | /                | Little Sewing Machine, Meangrip | Aventure, Plate-formes, Horreur | PC, PS4, PS5, Switch, Xbox One | Prévu pour 2025                                    |

Note : À partir de mi-2024, les jeux édités par Just For Games sont devenus des jeux édités sous le nom "Maximum Entertainment".  
| Année | Titre                                                                         | Éditeur numérique | Développeur                                   | Genre                    | Plateformes                    | Date de sortie    |
| ----- | ----------------------------------------------------------------------------- | ----------------- | --------------------------------------------- | ------------------------ | ------------------------------ | ----------------- |
| 2019  | Lastfight                                                                     | Joindots          | Piranaking                                    | Combat                   | Switch                         | 22 novembre 2019  |
| 2020  | Secret of Magic 1+2                                                           | Joindots          | Green Sauce Games                             | Réflexion                | Switch                         | 28 février 2020   |
| 2020  | Mystery Investigation 1 : Path of Sin: Greed + Noir Chronicles: City of Crime | Artifex Mundi     | Brave Giant LTD                               | Réflexion, Objets cachés | Switch                         | 28 février 2020   |
| 2020  | Construction Machines Simulator                                               | SimFabric         | PlayWay                                       | Simulation               | Switch                         | 7 mai 2020        |
| 2020  | 30-in-1 Game Collection vol.1                                                 | Teyon             | Digital Bards                                 | Party Game, Réflexion    | Switch                         | 30 juin 2020      |
| 2021  | 30-in-1 Game Collection vol.2                                                 | Teyon             | Digital Bards                                 | Party Game, Réflexion    | Switch                         | 11 juin 2021      |
| 2021  | Le Donjon de Naheulbeuk: L’Amulette du Désordre - Chicken Edition             | Dear Villagers    | Artefacts Studio                              | Tactical RPG             | PS4, Switch                    | 29 juin 2021      |
| 2021  | 60-in-1 Game Collection                                                       | Teyon             | Digital Bards                                 | Party Game, Réflexion    | Switch                         | 30 novembre 2021  |
| 2022  | Edge of Eternity                                                              | Dear Villagers    | Midgar Studio                                 | JRPG                     | PS4, PS5                       | 10 février 2022   |
| 2022  | Les Aventures de May: L'étrange Disparition                                   | Klabater          | V5 Play                                       | Aventure, Réflexion      | Switch                         | 20 mai 2022       |
| 2022  | Kao The Kangaroo                                                              | Tate Multimedia   | Tate Multimedia                               | Action, Plate-formes     | PC, PS4, PS5, Switch, Xbox One | 27 mai 2022       |
| 2022  | Fantasy Friends Collection                                                    | Just For Games    | Xaloc Studios                                 | Gestion                  | Switch                         | 22 septembre 2022 |
| 2022  | INSTANT Sports Summer Games + Winter Games                                    | Plug-In Digital   | BreakFirst                                    | Sport, Party Game        | Switch                         | 23 septembre 2022 |
| 2023  | That's My Family: Family Fun Night                                            | PID Games         | Touched by Grace                              | Party Game               | Switch                         | 30 mars 2023      |
| 2023  | Garden Simulator                                                              | SunDust           | PRODUKTIVKELLER Studios                       | Simulation               | PS4, PS5, Switch               | 19 mai 2023       |
| 2023  | Toy Soldiers HD                                                               | Accelerate Games  | Signal Studios, Outer Heaven, Eden Industries | Action, Stratégie        | Switch                         | 19 mai 2023       |
| 2023  | Paleo Pines                                                                   | Modus Games       | Italic Pigs                                   | Gestion, Simulation      | PS4, PS5, Switch               | 26 septembre 2023 |